# 派遣ユニオン
派遣ユニオン（はけんユニオン）は、派遣労働者を主とする日本の労働組合であり、派遣労働者以外（正社員など）でも個人で加入が可能である。全国コミュニティ・ユニオン連合会（全国ユニオン）に加盟している。

## 概要
派遣会社や請負会社などの労働者をはじめ、正規・非正規等の雇用形態に関係なく組織されている労働組合である。
2005年（平成17年）4月22日設立。2006年（平成18年）末より活動を本格化。